# 富川国際ファンタスティック映画祭
富川国際ファンタスティック映画祭（プチョンこくさいファンタスティックえいがさい、英称 Bucheon International Fantastic Film Festival、略称 BiFan）は、毎年7月に韓国・富川市で開催される映画祭。
2015年、第19回から英称におけるプチョンのスペルを「Puchon」から「Bucheon」、略称を「PiFan」から「BiFan」へ変更することが発表された（これにともない、公式サイトやSNSアカウントも変更された）。

## 映画祭が生まれたきっかけ
1991年の第1回ゆうばり国際冒険・ファンタスティック映画祭でジョン・ボイドと共に審査委員を務めた映画監督イ・チャンホは、「ミョンジャ・明子・ソーニャ」を韓国と夕張で撮影、1992年の第2回ゆうばり国際冒険・ファンタスティック映画祭で上映した。その後、毎年、韓国映画界からゆうばり国際ファンタスティック映画祭の審査員の招聘をされることで、日韓の映画人交流が深まる。
1997年2月に、第8回ゆうばり国際ファンタスティック映画祭が開幕、韓国・富川市から45名の視察団が来日、8月に第1回韓国・富川国際ファンタスティック映画祭開催を発表、8月に開催される。韓国からもファンタスティック映画祭の世界への発信が始まる。

## 関連事項
- 映画祭
- 韓国映画
- 富川市
- ゆうばり国際冒険・ファンタスティック映画祭